# Badredine El Mokrani
Badredine El Mokrani è un comune dell'Algeria, situato nella provincia di Sidi Bel Abbes.